# Arlette Ben Hamová
Arlette Ben Hamová (* 22. září 1930) je bývalá francouzská atletka, vícebojařka.
Svého největšího úspěchu dosáhla v roce 1950 – na mistrovství Evropy v atletice v Bruselu se stala vítězkou v pětiboji. Svého maxima v této disciplíně – 3312 bodů – dosáhla na následujícím evropském šampionátu v Bernu v roce 1954. Tento výkon však stačil pouze na jedenácté místo.